# Anton Plet
Godlieb Anton Michaël (Anton) Plet (district Boven-Para, 1885 - Paramaribo, 18 mei 1942) was een Surinaams musicus.
Hij was zoon van Cornelia Crospina Pengel en Izaak Plet. Zijn broer Martin Plet was eveneens betrokken bij de muziekwereld. Plet trouwde in 1923 Josefine Jacqueline Sofie Delprado (overleden 1932) en in 1936  met Jacqueline Victoria Pengel (1910-1946).
Plet kreeg zijn muziekopleiding van geloofsgenoot binnen de Evangelische Broedergemeente Johannes Nicolaas Helstone. Plet werd daarna vooral bekend als muziekleraar aan onder andere de Comeniusschool en organist en koorleider van de Maarten Lutherkerk. Tussen 1932 en 1935 zette hij muziek onder teksten van Surinaamse liederen, dan wel teksten bij instrumentale werken. Zo kreeg de ritmische dans Omi ja-jan go saâmba meer kans op uitvoeringen.
Plet was tevens klerk in overheidsdienst (gouvernements-secretarie).
Plet overleed na een lang ziekbed op 57-jarige leeftijd.